# Villa Brown
Villa Brown es una localidad semirrural argentina del partido de Florencio Varela, provincia de Buenos Aires. Forma parte de la aglomeración del Gran Buenos Aires.

## Toponimia
Su nombre homenajea al almirante Guillermo Brown.

## Geografía

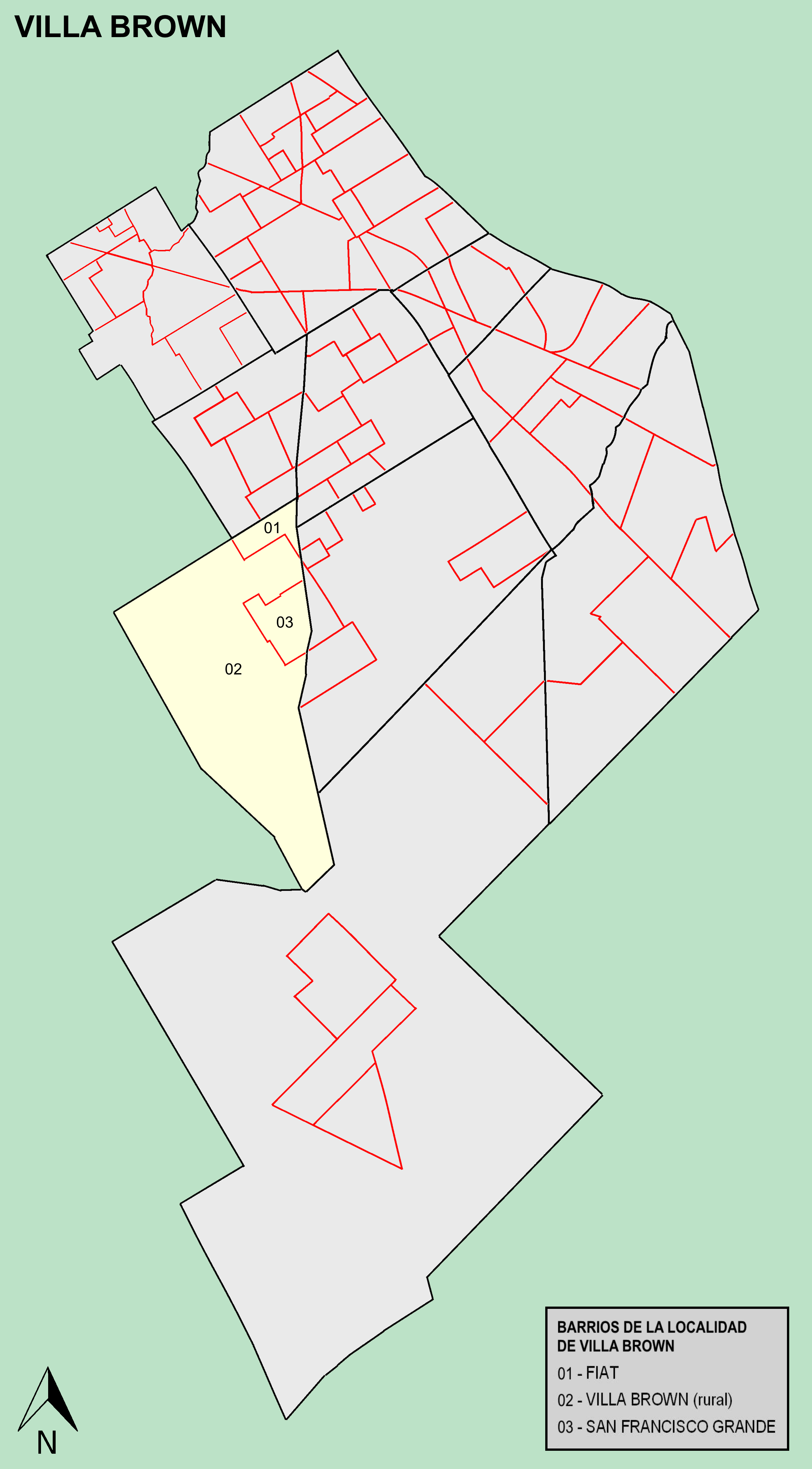
Ubicación y barrios de Villa Brown en el partido de Florencio Varela.

Limita al norte con la localidad de Ministro Rivadavia, partido de Almirante Brown, separada de ésta por la Avenida Juan Cagueiro, y con la localidad de Villa Santa Rosa separada por la Avenida Gral Manuel Savio; al este se encuentra separada de Villa Vatteone, Villa San Luis y La Capilla por la Ruta 53, al sur limita también con la localidad de La Capilla; y al oeste nuevamente limita con Ministro Rivadavia y con el partido de Presidente Perón, separada por la Avenida Chivilcoy.

### Sismicidad
La región responde a la «subfalla del río Paraná», y a la «subfalla del río de la Plata», con sismicidad baja; y su última expresión se produjo el 5 de junio de 1888 (136 años) de silencio sísmico), a las 3.20 UTC-3, con una magnitud probable, de 5,0 en la escala de Richter (terremoto del Río de la Plata de 1888).
La Defensa Civil municipal debe advertir sobre escuchar y obedecer acerca de 
Área de
- Tormentas severas periódicas
- Baja sismicidad, con silencio sísmico de 136 años

## Población

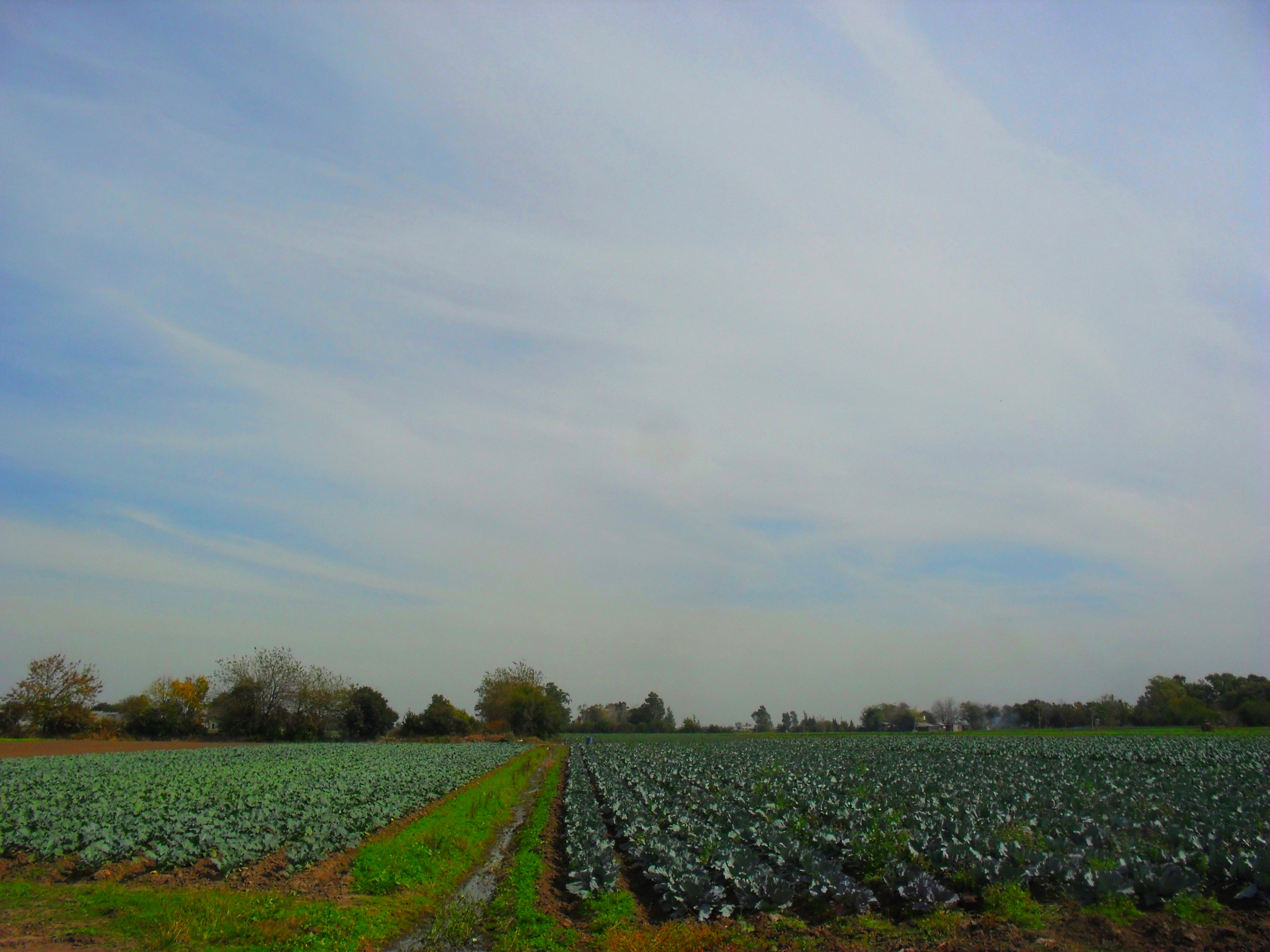
Zona rural de Villa Brown con cultivos.

Cuenta con 5,643 habitantes (Indec, 2001) en el casco urbano, y unos 391 habitantes (Indec, 2001) censados como población rural dispersa. Es la 9° localidad más poblada del partido.

## Educación

### Escuelas
Listado de escuelas públicas de la Localidad Villa Brown:
- Nro. 36 "Patricias Argentinas", Barrio San Francisco Grande